# Alexander Bob
Alexander Bob (* 30. Januar 1959 in Weinheim) ist ein deutscher Verlagsmanager, Unternehmer und Autor.

## Leben
Nach einem Medizinstudium war Alexander Bob von 1986 bis 1990 als Arzt tätig. Er ist Facharzt für Allgemeinmedizin. Während seines Medizinstudiums war er Initiator und Herausgeber von Lehrbüchern mit Prüfungsfragen für Medizinstudenten (sogenannte „Schwarze Reihe“). Während seiner Tätigkeit als Klinikarzt initiierte er die Duale Lehrbuchreihe, die ab 1989 erschien und für rund 20 Jahre eine dominante Rolle am medizinischen Lehrbuchmarkt spielte.
1991 stieß Bob als Leiter der Programmplanung zur Geschäftsleitung des Thieme Verlags in Stuttgart, wo er auch für digitale Medien, Innovationen und den Ausbildungsverlag verantwortlich war.. Zum 1. Juli 1998 wechselte er zum Bibliographischen Institut & F. A. Brockhaus (BIFAB) und übernahm dort das Ressort Redaktionen, Lektorate, elektronische Medien, Satz- und Bildherstellung. Von 2002 bis 2007 war er Vorstandssprecher der BIFAB AG.
Gemeinsam mit seinem Bruder Konstantin Bob, ist er Gründer der invendo medical GmbH, Weinheim, die als medizintechnische Entwicklungsfirma das Ziel hat, sterile Einmalendoskope für eine hygienisch sichere Endoskopie zu entwickeln. Im Oktober 2017 wurde die Firma an die dänische Medtech-Firma Ambu/AS verkauft.
Ab 1. Oktober 2007 war Alexander Bob Geschäftsführer der Cornelsen Verlagsholding, später, nach deren Umfirmierung in Franz Cornelsen Bildungsholding, auch Vorsitzender der Geschäftsführung. Ende 2014 schied er aus dem Unternehmen aus. Oktober 2015 gründete er in Berlin die BlueOcean Perspectives Entwicklungsgesellschaft mbH & Co. KG, die zum Ziel hat, digitale Geschäftsmodelle und innovative Projekte in den Bereichen Medien, Bildung und Gesundheit zu entwickeln.

## Schriften
- Entwicklung der 1. [ersten] selbständigen Anaesthesieabteilung am Klinikum Mannheim seit ihrer Gründung im Jahre 1968. Dissertation, Heidelberg 1986
- Zs. mit Werner Breschinski: Original-Fragen Anatomie. Zum Gegenstandskatalog 1. 2. Aufl. Heidelberg (Neckarsulm): Jungjohann, 1981. ISBN 3-88454-161-7
- Zs. mit Wolfgang U. Eckart: Original-Prüfungsfragen mit Kommentar GK 2 (Geschichte Medizin), Thieme, Edition Medizin, Weinheim et al. 2002, ISBN 978-3-13-112565-1 Original-Prüfungsfragen GeMe
- Zs mit Konstantin Bob, Herausgeber der schwarzen Reihe zur Prüfungsvorbereitung von Medizinstudenten (bis 1986)
- Zs mit Konstantin Bob, Herausgeber der Dualen Lehrbuchreihe, Thieme Verlag, Stuttgart (bis 2016).
- Kalenderpublikationen, z.B: Griechenland 2015 - Zagorochoria und Vikos-Schlucht (Wandkalender 2015 DIN A4 quer) Bob, Alexander. - Unterhaching : Calvendo, 2014, 2., Auflage 2014 ; ISBN 978-3-660-76130-6